# Mike Larrison
Mike Larrison (* 7. November 1981 in Avon, Indiana) ist ein US-amerikanischer Automobilrennfahrer.

## Karriere
Larrison begann seine Motorsportkarriere im Alter von vier Jahren. Er fuhr zunächst Motocross. Larrison gewann mehrere Meistertitel der American Motocross Association. Anschließend fuhr er im Kartsport. Auch dort erzielte er mehrere Meistertitel. Seit 2010 tritt er in mehreren USAC-Serien an. 2010 und 2011 war er zudem in der Must See Racing Xtreme Sprint Series aktiv und erreichte dort 2011 den elften Gesamtrang.
2011 plante Larrison sein Formelsportdebüt in der Indy Lights. Er hatte einen Vertrag bei Andretti Autosport für das Saisonfinale unterschrieben. Allerdings verletzte er sich bei Testfahrten auf dem Kentucky Speedway am Rücken und Fuß. In einer Operation musste ein Bruch des linken Fersenbeins behandelt werden. Sein Formelsportdebüt verschob sich daraufhin ins Jahr 2012. Bei Belardi Auto Racing erhielt Larrison ein Cockpit für die vier Ovalrennen der Indy Lights. Mit zwei neunten Plätzen als beste Resultate wurde er 14. in der Fahrerwertung. Larrison war in der Indy-Lights-Saison 2013 der beste US-amerikanische Pilot.

## Karrierestationen
- 2012: Indy Lights (Platz 14)